# Wolfgang Menzel (Pädagoge)
Wolfgang Menzel (* 24. Juni 1935 in Schreiberhau; † 26. September 2023 in Brelingen) war ein deutscher Germanist und Pädagoge. Er war Professor an der Universität Hildesheim.

## Werdegang
Nach seinem Lehramtsstudium der Fächer Deutsch und Musik an der Pädagogischen Hochschule Braunschweig arbeitete Menzel ab 1960 als Lehrer an Schulen unterschiedlicher Schularten. Parallel zu seinem Lehramt studierte er ab 1965 Pädagogik, Germanistik und Philosophie an der Georg-August-Universität Göttingen und ging dann 1969 von der Schule als Assistent zurück nach Braunschweig zur Pädagogischen Hochschule. Das Zweitstudium beendete Menzel 1972 mit der Promotion zum Dr. phil.; Thema seiner Dissertation war die deutsche Schulgrammatik. Im Jahr 1974 wurde er als Professor für Deutsche Sprache und Literatur und ihre Didaktik an die Universität Hildesheim berufen. Dem Fachbereich für Kulturwissenschaften und Ästhetische Kommunikation stand Menzel als Dekan vor. Von 1995 bis 1998 war Menzel Rektor in Hildesheim. Seit 2000 war er Emeritus.

## Forschungsinteressen und Positionen
Hauptinteressen Menzels waren Kreativität und Kreativitätsförderung im Unterricht, Handlungsorientierter Literaturunterricht, Rechtschreibunterricht und Erlernen des Schreibens.
Menzel trat für die Abschaffung des Schreibenlernens über verbundene Ausgangsschriften ein, allgemein als Schreibschriften bezeichnet. Befürworter dieser Ausgangsschriften für das Schreibenlernen führen deren größere Flüssigkeit an.
Menzel argumentierte dagegen, auch „Druckschriften“ seien, wenn sie mit der Hand geschrieben werden, nicht gedruckt, sondern geschrieben, nicht unverbunden, sondern durch Schreibbewegungen ohne Spur auf dem Papier verbunden. Mit fortschreitender Geläufigkeit entwickelten sich auch bei diesen Schriften individuelle gespurte, das heißt auf dem Papier realisierte, Verbindungen einzelner Buchstaben. Auf der anderen Seite wiesen auch als sehr verbunden wahrgenommene Schriften Erwachsener eine Vielzahl nicht gespurter „Sprünge“ zwischen Buchstabengruppen auf, die Art der Verbindungen sei auch hier sehr individuell.
Eine Schrift mit normierten Verbindungen als Ausgangsschrift beim Schreibenlernen, wie etwa die Lateinische Ausgangsschrift, behindere die Ausbildung individueller Bewegungen beim Übergang zwischen den Buchstaben mit fortschreitender Geläufigkeit des Schreibens. Der Zwang, den Stift nicht vom Papier zu heben, führe zu einer verkrampften Schreibhaltung. Die Lesbarkeit „unverbundener“ Schriften werde besser beurteilt, in der Schnelligkeit der Ausführung seien sie „verbundeneren“ Schriften ebenbürtig.
Schriften mit normierten Verbindungen, bei denen möglichst alle Buchstaben durch Spuren auf dem Papier verbunden sind, wiesen komplizierenden Zierrat auf und ihrer Urform entfremdete Buchstaben – als Beispiel führte Menzel das kleine s der Lateinischen Ausgangsschrift an. Das Schreiben von Wörtern in einem Zug sei in der historischen Entwicklung zunächst eine besondere Kunstfertigkeit gewesen und spiele für die Lesbarkeit nur eine untergeordnete Rolle.
Menzel betonte allerdings, dass beim Unterrichten des Schreibens mit Schriften ohne normierte Verbindungen darauf geachtet werden müsse, dass sich die Abstände zwischen den Wörtern deutlich von den Abständen zwischen Buchstaben innerhalb von Wörtern unterschieden. Ferner müsse auf eine bewegungsökonomische Ausführung der Buchstaben geachtet werden. Dabei sollten Abstriche gegenüber Aufstrichen, eine rechtsgerichtete Bewegung gegenüber linksgerichteter bevorzugt werden.